# Simeon Jackson
Simeon Alexander Jackson (Kingston, Jamaica, 28 de marzo de 1987) es un futbolista jamaicano nacionalizado canadiense. Juega como delantero en el A. F. C. Sudbury de la Southern Football League.

## Biografía

### Norwich City
Pieza clave del club de Norwich desde su fichaje en julio de 2010, Jackson fue el autor del gol contra el Portsmouth FC que llevó al Norwich de nuevo a la Premier League tras 6 años de ausencia.
Haría su debut en la Premier en agosto de 2011 en un partido contra el Stoke City. Marcaría su primer gol en diciembre de ese año contra el Wolverhampton Wanderers.

## Clubes
| Club                            | País       | Año       |
| ------------------------------- | ---------- | --------- |
| Rushden & Diamonds F. C.        | Inglaterra | 2004-2008 |
| Gillingham F. C.                | Inglaterra | 2008-2010 |
| Norwich City F. C.              | Inglaterra | 2010-2013 |
| Eintracht Brunswick             | Alemania   | 2013-2014 |
| Millwall F. C.                  | Inglaterra | 2014      |
| Coventry City F. C.             | Inglaterra | 2014-2015 |
| Barnsley F. C.                  | Inglaterra | 2015-2016 |
| Blackburn Rovers F. C.          | Inglaterra | 2016      |
| Walsall F. C.                   | Inglaterra | 2016-2018 |
| Grimsby Town F. C. (cedido)     | Inglaterra | 2018      |
| Saint Mirren F. C.              | Escocia    | 2018-2019 |
| Kilmarnock F. C.                | Escocia    | 2019      |
| Stevenage F. C.                 | Inglaterra | 2020      |
| Chelmsford City F. C.           | Inglaterra | 2021-2023 |
| King's Lynn Town F. C. (cedido) | Inglaterra | 2021      |
| A. F. C. Sudbury                | Inglaterra | 2024-     |